# Nigidius acutangulus
Nigidius acutangulus là một loài bọ cánh cứng trong họ Lucanidae. Loài này được Heller mô tả khoa học năm 1917.